# Politique en Grèce
La politique en Grèce s'inscrit dans un régime parlementaire et une démocratie représentative où le Premier ministre est le chef du gouvernement.

## La monarchie 1erpartie
La Grèce indépendante a d'abord été une monarchie et son premier roi un jeune homme de 17 ans, Othon Ier de Grèce, fils cadet du roi Louis Ier de Bavière prit le pouvoir. L'histoire du pays jusqu'à l'avènement de la république fut marquée par les heurts entre le Palais et le gouvernement élu.
Une des pierres d'achoppement pour l'élaboration d'une constitution était l'inscription dans celle-ci de l'article  « tous les pouvoirs émanent de la nation ». Pour le Palais, les pouvoirs ne pouvaient émaner du peuple, la monarchie devait rester de « droit divin ».
En 1967, l'armée prit le pouvoir et instaura la dictature des colonels. Cependant la monarchie ne fut pas remise en cause, bien que le roi Constantin II ait dû s'exiler en Italie après une tentative ratée pour reprendre le pouvoir.
Telle était la situation en 1974, date à laquelle la royauté fut abolie à la suite d'un référendum organisé par Constantin Karamanlis, avec 70 % des voix contre la monarchie. En Grèce, l'ancienne famille royale est connue sous le nom de famille Glücksburg, bien que son nom civil soit simplement tis Elládas (της Ελλάδας, « de Grèce »).

## Avènement de la république
La Grèce, dont le nom officiel est « République hellénique » (Ελληνική Δημοκρατία, Ellinikí Dhimokratía), est une république parlementaire depuis la constitution de 1975. Cette dernière garantit de façon détaillée les libertés civiles. Cependant le poids de l'Église orthodoxe y est resté très important : il n'y a pas de séparation entre l'Église et l'État en Grèce (ainsi l'article 3 de la constitution règle les rapports entre les deux autorités).
Le pouvoir exécutif est assuré par le président de la République, élu pour un mandat de 5 ans à la majorité des deux tiers du Parlement, et par le Premier ministre issu de la majorité parlementaire. Aujourd'hui, le président a un rôle purement représentatif et n'a aucun pouvoir politique.
La politique étrangère de la Grèce est conduite par le gouvernement et le président de la République n'a constitutionnellement aucun pouvoir.
L'organe du pouvoir législatif est le Parlement monocaméral (en Grec : Vouli ton Ellinon, « Chambre des Grecs »). Les élections législatives ont lieu normalement tous les quatre ans.
L'organe judiciaire suprême est la Cour de cassation (en grec : Áreios Págos, « Aréopage »).
Une Cour suprême spéciale est composée du président et de quatre membres de la Cour de cassation, du président et de quatre membres du Conseil d'État, ainsi que du président de la Cour des comptes, assistés dans certains cas de deux professeurs de droit.
La vie politique était dominée par le Mouvement socialiste panhellénique (PASOK) et la Nouvelle Démocratie (centre-droit) jusqu'à la crise grecque. Depuis le PASOK s'est effacé au profit de SYRIZA. À l'extrême gauche subsistent deux partis communistes, le Parti communiste de Grèce (KKE, marxiste orthodoxe) et le SYN, représentés au Parlement. Une scission a donné naissance à SYRIZA. L'extrême-droite a fait un retour remarqué avec Aube dorée.